# Ловушка для привидения
«Ловушка для привидения» (нем. Gespensterjäger – Auf eisiger Spur) — фильм-фэнтези 2015 года режиссёра Тоби Бауманна по мотивам одноименной книги Корнелии Функе. Премьера в Германии состоялась 2 апреля 2015 года, в России — 28 апреля 2016 года.
В 2015 году фильм был номинирован на премию «Giffoni Film Festival» в категории «Детская секция», а в 2016 году — на премию «Irish Film and Television Awards» в категории «Лучшие визуальные эффекты».

## Сюжет
11-летний Том в подвале своего дома встретил забавное привидение Хьюго. Этой паре вместе с охотницей за привидениями Хэтти предстоит сразиться с древним Духом Льда, который может повергнуть весь город в вечную мерзлоту.

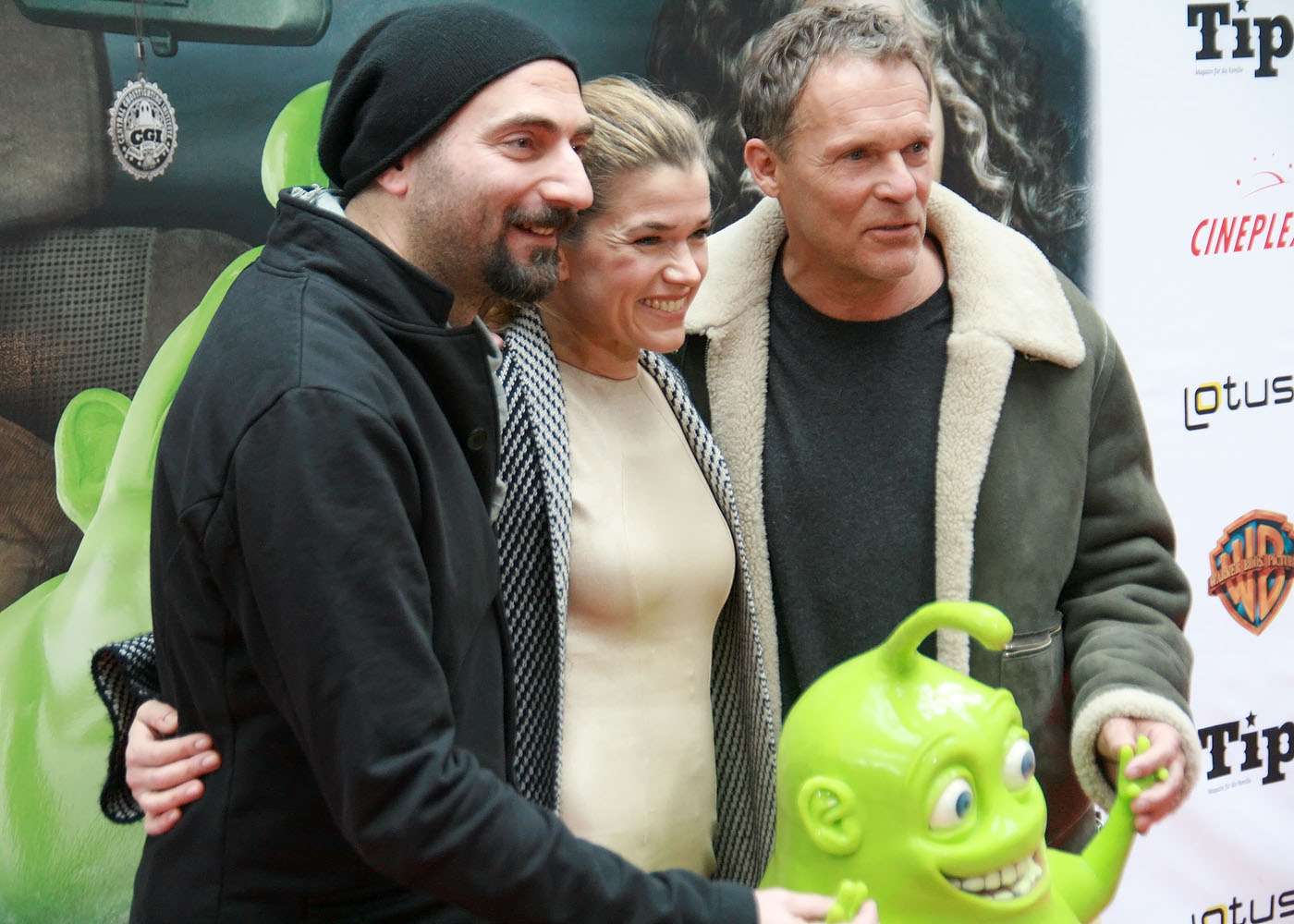
Тоби Бауманн, Анке Энгельке и Кристиан Трамиц на премьере в Австрии

## В ролях
| Актёр            | Роль                               |
| ---------------- | ---------------------------------- |
| Анке Энгельке    | Хэтти Каминсид / Хедвиг Кюммелсафт |
| Майло Паркер     | Том Томпсон / Том Томски           |
| Бастиан Пастевка | Хьюго, озвучка                     |
| Каролина Херфурт | Хопкинс / фрау Хоффманн            |
| Кристиан Трамиц  | Грегори / Грегор Шмидт             |
| Кристиан Ульмен  | Фил Томпсон / Тилль Томски         |
| Юлия Кошиц       | Патрисия Томпсон / Патриция Томски |
| Руби О. Фи       | Лола Томпсон / Лола Томски         |
| Эми Хуберман     | Эмили                              |
| Бибиан Целлер    | миссис Кубичек / фрау Кубичек      |
| Аксель Штайн     | Джордж                             |

## Отзывы
Картина получила смешанные отзывы кинокритиков. На сайте Rotten Tomatoes у фильма 17 % положительных рецензий из 6.